# توریز هورامی
تَوریز هورامی یا تبریز هورامی (به کردی: ته‌ورێز هۆرامی) یکی از بزرگان یارسان در دورۀ بابا سرهنگ بوده که در سدۀ چهارم هجری می‌زیسته‌است. از مکان و زمان تولد وی آگاهی دقیقی در دست نیست.

## زندگی
نام توریز هورامی در کتاب سرانجام ذکر شده و ابیاتی از وی نقل گردیده است. به گفتۀ‌ فاروق صفی‌زاده توریز در آغاز سدۀ چهارم هجری قمری به دنیا آمده و در نیمۀ همان سده نیز درگذشته است،‌ و چنانکه پیداست محل زندگی وی هورامان بوده و در همانجا نیز به خاک سپرده شده است. با این حال تاریخ و مکان دقیق تولد وی مشخص نیست. توریز اورامی یکی از ذوات مقدس در دورۀ باباسرهنگ، و تجلی ذات خاتون رزبار به شمار می‌آید.
فاروق صفی‌زاده دربارۀ وی نوشته‌است که منزل توریز هورامی در هورامان، برای پیروان دین یاری عبادتگاه و مدرسه به شمار می‌آمده و مردان و زنان یارسان از دانش این بانوی کُرد بهره می‌برده‌اند، و کلام او را همراه با تنبور حفظ کرده و می‌خوانده‌اند.

## شعر
ابیات به جای مانده از دایه توریز هورامی به صورت دوبیتی و به زبان کُردی گورانی (هورامی) است. این ابیات در وزن ده هجایی بوده و به سبک اشعار کردی گورانی سروده شده‌است.

## نمونه اشعار
از توریز اورامی تنها ۱۹ بیت (٧ دوبیتی و ۵ تک‌بیت) به جای مانده است. از این میان دو دوبیتی به زبان فارسی دری و بقیه به کردی گورانی (هورامی) هستند. ابیات زیر نمونه‌هایی از اشعار توریز هورامی هستند.
| رازه‌ن پیاڵه‌م، رازه‌ن پیاڵه‌م |  | سه‌رسامم نه به‌زم، رازه‌ن پیاڵه‌م   |
| باده‌ی پیاڵه‌م یاوا وه ناڵه‌م |  | چه‌کمه‌ی ناڵه‌که‌م به‌رز بی نه عاڵه‌م |

ترجمه: پیاله‌ام تحفه‌ای از اسرار است و از غیب اهدا شده؛ و من از بزم و جم جمخانه در شگفتم. بادۀ اندرون ‌پیاله‌ام به داد ناله‌ام رسید، چرا که نالۀ اندرونم سراسر جهان را در بر گرفت.
| جه‌م په‌ی ڕاسانه‌ن، جه‌م په‌ی ڕاسانه‌ن |  | یاران،‌ یاوه‌ران، جه‌م په‌ی ڕاسانه‌ن |
| هه‌رکه‌س نێکی که‌رۆ ئاسانه‌ن         |  | جه‌م په‌ی روَشنی زێڵ خاسانه‌ن       |

ترجمه: جمع گشتن در جمخانه، کار راستان و پارسایان است. یاران، یاوران! گرد آمدن در جمخانه کار پارسایان است. هر آن کس نیکی کرد کارش آسان است؛ ‌و این گردآمدن برای روشنی دل پارسایان نیک‌سرشت است.
| زێڵ که‌ران رۆشه‌ن، زێڵ که‌ران رۆشه‌ن |  | یاران وه خه‌وه‌ر زێڵ که‌ران رۆشه‌ن |
| سه‌ر سپه‌رده بان، وه یاری وه‌شه‌ن    |  | بسازن په‌رێ وێتان یه‌ی جه‌وشه‌ن    |

ترجمه:‌ دل‌هایتان‌را روشن سازید، دل‌ها‌یتان را منور کنید. یاران! با پرتوی خدایی دل‌هایتان را منور کنید؛ و به این آیین مقدس سر بسپارید،‌ و برای آیندۀ‌ خود پیراهنی از زره بسازید.